# Cafeneaua Veche
El Cafeneaua Veche és el cafè més antic documentat a Bucarest, data del 1781 i està certificat el 1812. Es troba al carrer Covaci núm. 16, davant de la plaça de Sant Anton al centre històric. L'edifici on s'allotja està classificat com a monument històric amb cod LMI B-II-mB-18510.

## Breu història
El 1781, l'armeni Ștefan Altîntop va rebre el permís del governant Alexandru Ipsilanti per construir un cafè prop de la Cort Reial, a la part nord de la plaça de Sant Anton, a canvi d'una quota de 10 tàlers a l'any.
La cafeteria tenia parets emblanquinades, un sostre fosc i la façana estava decorada amb una sèrie de baixos relleus d'estil renaixentistes col·locats entre els arcs de les finestres amb persianes de llauna. El cafè va canviar de propietari el 1812, l'any de la seva certificació documental, i després de nou el 1825.

## Cafeneaua Veche i els seus famosos hostes
A partir del segle xix, Cafeneaua Veche es va convertir en el lloc de trobada de personalitats de l'època, com Mihai Eminescu, Ion Luca Caragiale o fins i tot el rei Carol II. La història del Cafè està relacionada amb la de l'Hotel Universal, situat just al costat del lloc, al carrer Covaci 14, la seu del famós diari Timpul. Es diu que Eminescu, editor del diari entre 1880 i 1881, va ser un dels fidels clients del Cafeneaua Veche.

## Cafeneaua Veche i l'art
Amb el pas del temps, Cafeneaua Veche ha estat objecte de nombroses obres d'art, inclosa la pintura d'estil ingenu del pintor Nicolae Pavelescu.

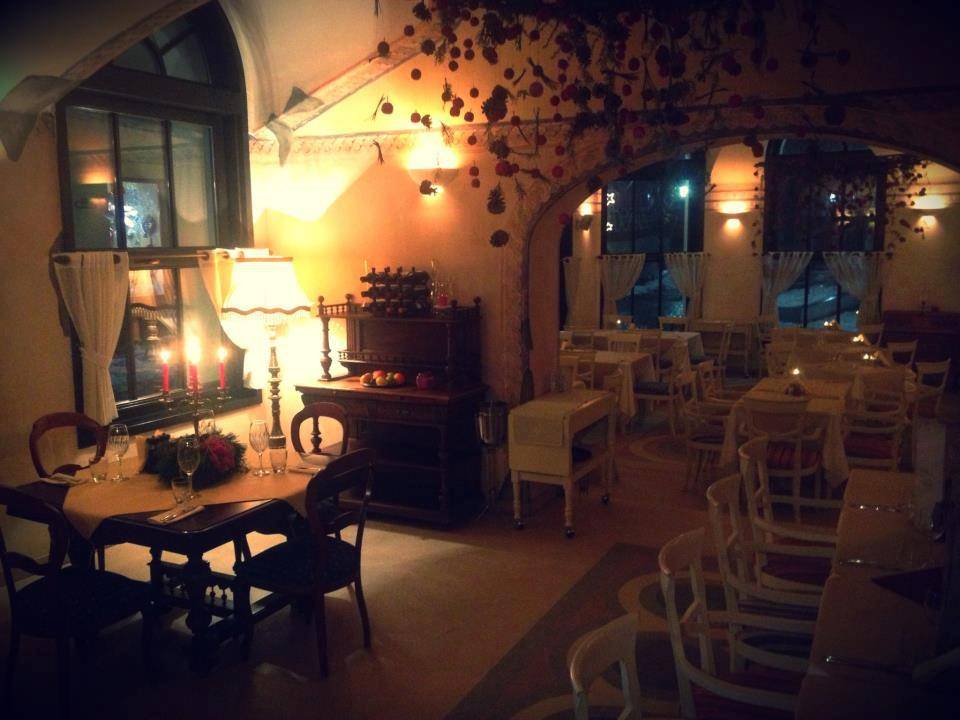
L’interior de l’antic cafè
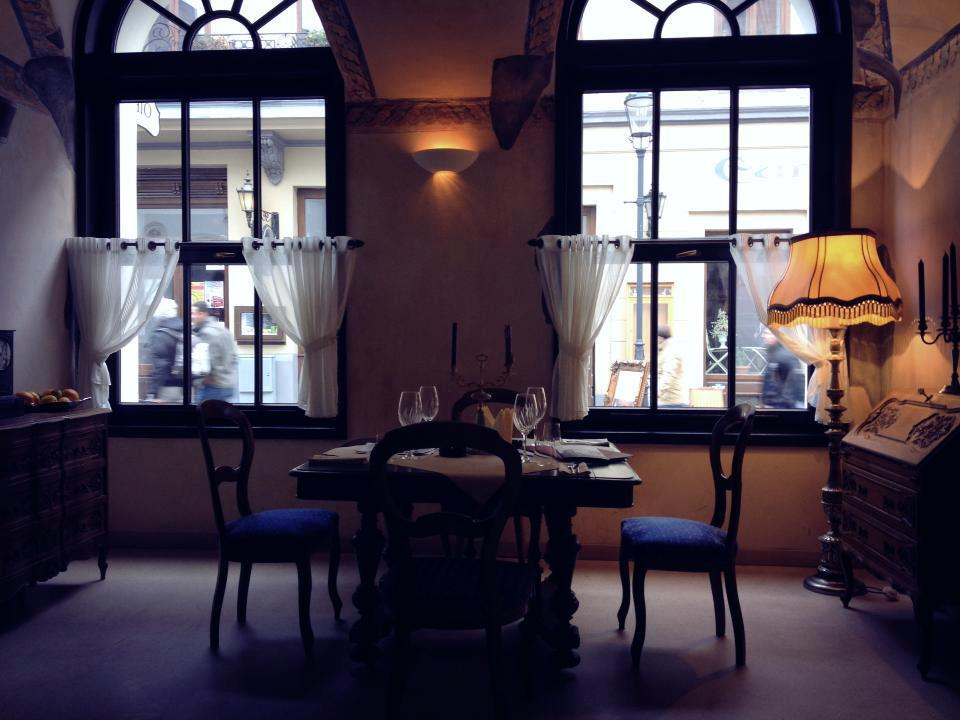
L’interior de l’antic cafè